# Clan Ashikaga
Pour les articles homonymes, voir Clan Ashikaga (Fujiwara) et Ashikaga.

Le mon Ashikaga est appelé.

Le clan Ashikaga (足利氏, Ashikaga-shi) est un important clan japonais de samouraïs qui a établi le shogunat Ashikaga et dirigé le Japon pendant plus de deux siècles, de 1336 à 1573.
Les Ashikaga descendent d'une branche du clan Minamoto, originaires de la ville de Ashikaga dans la province de Shimotsuke, de nos jours la préfecture de Tochigi.
Pendant près d'un siècle, le clan est divisé en deux branches rivales, les Kantō kubō Ashikaga qui gouvernent depuis Kamakura, et les Ashikaga de Kyoto, les maîtres du Japon. La rivalité se termine avec la défaite des premiers en 1439. Le clan compte de nombreuses branches, dont les clans Hosokawa, Imagawa, Hatakeyama (après 1205), Kira, Shiba et Hachisuka. Après que le chef de famille du clan Minamoto s'est éteint au début de l'époque de Kamakura, les Ashikaga se présentent comme les chefs du clan Minamoto, s'assurant du prestige lié à ce nom.
Il a existé un autre clan Ashikaga sans relation de sang mais issu du clan Fujiwara.

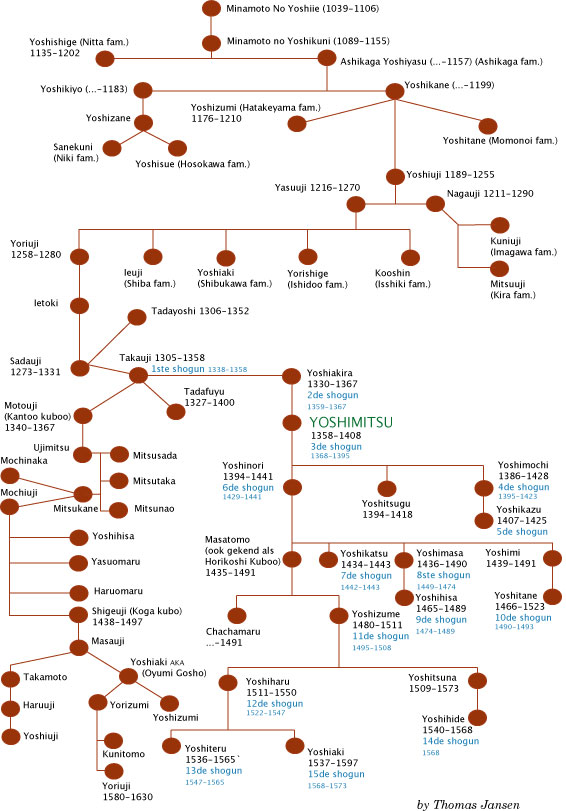

## Chefs de clan
| 1. Ashikaga Yoshiyasu 2. Ashikaga Yoshikane 3. Ashikaga Yoshiuji 4. Ashikaga Yasuuji | 5. Ashikaga Yoriuji 6. Ashikaga Ietoki 7. Ashikaga Sadauji 8. Ashikaga Takauji |

### Shoguns
| 1. Ashikaga Takauji 2. Ashikaga Yoshiakira 3. Ashikaga Yoshimitsu 4. Ashikaga Yoshimochi 5. Ashikaga Yoshikazu 6. Ashikaga Yoshinori 7. Ashikaga Yoshikatsu 8. Ashikaga Yoshimasa | 9. Ashikaga Yoshihisa 10. Ashikaga Yoshitane 11. Ashikaga Yoshizumi 12. Ashikaga Yoshiharu 13. Ashikaga Yoshiteru 14. Ashikaga Yoshihide 15 Ashikaga Yoshiaki |

### Personnalités notables
- Ashikaga Chachamaru[19]
- Ashikaga Masatomo[20]
- Ashikaga Mitsukane[21]
- Ashikaga Mochiuji[22]
- Ashikaga Motouji[23]
- Ashikaga Satouji
- Ashikaga Shigeuji[24]
- Ashikaga Tadafuyu[25]
- Ashikaga Tadayoshi[26]
- Ashikaga Ujimitsu[27]
- Ashikaga Yoshimi[28]